# Didemnum perplexum
Didemnum perplexum är en sjöpungsart som beskrevs av Kott 200. Didemnum perplexum ingår i släktet Didemnum och familjen Didemnidae. Inga underarter finns listade i Catalogue of Life.